# Budiu Mic
Budiu Mic (węg. Hagymásbodon) – wieś w Rumunii, w okręgu Marusza, w gminie Crăciunești. W 2011 roku liczyła 430 mieszkańców.